# Patatine (singolo)
Patatine è un singolo del rapper e cantautore italiano Dargen D'Amico, pubblicato il 7 ottobre 2022 come quarto estratto dal decimo album in studio Nei sogni nessuno è monogamo.

## Antefatti
L'uscita del singolo è stata annunciata attraverso la rete sociale con la seguente didascalia:
Perché se non sei soddisfatto del rapporto che hai con tua madre, nessun altro rapporto potrà soddisfarti davvero.»

## Descrizione
La canzone è stata scritta dall'artista stesso insieme a d.whale e prodotta da quest'ultimo. Sul processo di realizzazione del brano l'autore ha dichiarato: "La frase d'attacco del pre-ritornello di Patatine era un freestyle che stavo facendo. Ero in studio con Davide Simonetta, che ha ascoltato quell'idea di freestyle che io avrei lasciato andar via; qui c'è il valore di scrivere le canzoni con un'altra persona."
Il comunicato stampa recita:
Come rivelato da D'Amico, Patatine è posta all'inizio della scaletta perché è stata la prima canzone scritta dopo Katì e Dove si balla.
Musicalmente il brano è composto con un ritmo moderato di 95 bpm e in tonalità di Sol maggiore.

## Video musicale
Il video, diretto da Matteo "Colomovie" Colombo, è stato reso disponibile il 4 marzo 2022 sul canale YouTube dell'artista.

## Promozione
Pur essendo la traccia d'apertura di un disco distribuito dal 4 marzo 2022, è entrata in rotazione radiofonica a partire dal 7 ottobre 2022.

## Tracce
Parole di Jacopo Matteo Luca D'Amico.
1. Patatine – 3:07 (musica: Jacopo Matteo Luca D'Amico, Davide Simonetta)

## Formazione
Musicisti
- Dargen D'Amico – voce

Produzione
- d.whale @ Balene Studio – registrazione, produzione e arrangiamento
- Luigi Barone aka Gigi Barocco – missaggio e mastering